# Der kleine Lord (Roman)

Viktor Angerer: Rosa Albach-Retty in Burnetts Kleinem Lord (Foto o. J., vor 1894)

Der kleine Lord (englischer Originaltitel: Little Lord Fauntleroy) ist ein Roman von Frances Hodgson Burnett. Er wurde nach der Erstausgabe im Jahr 1886 als Kinderbuch in vielen Sprachen sehr erfolgreich und ist mehrfach verfilmt worden. Das Buch war auch für die Autorin ein Erfolg. Zudem schrieb sie Rechtsgeschichte, als sie 1888 erstmals erfolgreich in einem Präzedenzfall in England die Aufführungsrechte für dieses Werk einklagte.

## Handlung
Cedric Errol ist ein kleiner Junge aus New York in den USA, dessen Umfeld die Aristokratie strikt ablehnt. Trotz der standeswidrigen Ehe seines verstorbenen Vaters wird Cedric von seinem kaltherzigen englischen Großvater, dem Earl of Dorincourt, als letzter verbliebener Nachfolger für den Grafentitel bei sich aufgenommen und aufgezogen. Seine Mutter, eine Amerikanerin, darf das Anwesen des Earls aufgrund seines Standesdünkels und seiner Voreingenommenheit gegen Amerika nicht betreten.
Cedric, der jetzt den Höflichkeitstitel „Lord Fauntleroy“ trägt, veranlasst seinen Großvater, der durch den offenherzigen und liebenswerten Jungen nach und nach zugänglicher wird, das Armenviertel des Dorfes (in dem seine Pächter wohnen) instand zu setzen. Cedric kümmert sich um die Vernachlässigten, ebenso wie seine Mutter, die im Ort unweit des Schlosses lebt, die er aber nach Belieben besuchen darf. Sie nimmt den Unterhalt des Earls aus Gewissensgründen nicht an, sondern gibt ihn an die Armen weiter.
Am Ende schafft es der kleine Lord, dass sein Großvater Liebe und Großzügigkeit zeigt und seine Mutter akzeptiert. Hierbei spielt mit eine Rolle, dass inzwischen eine Betrügerin versucht, ihren Sohn als den rechtmäßigen Erben des Titels durchzusetzen, und dem Earl klar wird, dass seine Schwiegertochter – entgegen seinen ursprünglichen Vorurteilen – eine liebenswerte Frau mit hohen Charaktereigenschaften ist. Die Schwindlerin Minna wird mit Hilfe von Cedrics alten Freunden aus Amerika entlarvt, und die Geschichte endet mit einem gemeinsamen Fest auf Schloss Dorincourt, mit dem Cedrics achter Geburtstag gefeiert wird. Zwei der Freunde aus dem früheren Umfeld bleiben in England und werden zu Anhängern der Monarchie.

## Rezeption im deutschsprachigen Raum
In deutscher Sprache sind bis heute mehr als dreißig Ausgaben erschienen, deren Unterschied in der Übersetzung, Bearbeitung und/oder Illustration liegt. Die modernen Übersetzungen in deutscher Sprache sind fast durchweg gekürzt, häufig um ein Fünftel, um das Buch auch für Kinder der heutigen Zeit lesbar zu gestalten.
Die gleichnamige Verfilmung von 1980 mit Ricky Schroder als dem kleinen Lord Fauntleroy, Alec Guinness als Earl of Dorincourt, Connie Booth als Cedrics Mutter sowie Eric Porter als Mr. Havisham hat sich zu einem Klassiker entwickelt, der seit 1982 jährlich zu Weihnachten im deutschen Fernsehen ausgestrahlt wird. Als Drehort diente unter anderem Belvoir Castle in Leicestershire, England.
Das Werk wurde mehrfach als Hörspiel produziert, gesendet und verlegt.
Der Komponist Günter Edin brachte 2003 den Kleinen Lord als Musical heraus, die Texte schrieb Gabriele Misch.
2007 adaptierten auch Konstantin Wecker und Christian Berg den Stoff als Musical für die Bühne. Am 4. Dezember 2007 wurde ihr Musical im Deutschen Theater in München uraufgeführt. Die Hauptrolle des kleinen Lord Cedric spielt Barbara Obermeier.

## Verfilmungen

### Fürs Kino
- 1914: Der kleine Lord (britischer Stummfilm)[3]
- 1918: Der kleine Lord (ungarische Produktion), Regie Alexander Antalffy
- 1921: Der kleine Lord (Schwarz-Weiß-Stummfilm aus den USA) mit Mary Pickford[4]
- 1936: Der kleine Lord (Schwarz-Weiß-Tonfilm aus den USA, diese Fassung wurde vor 1982 zur Weihnachtszeit regelmäßig im deutschsprachigen Fernsehprogramm gezeigt) Regie: John Cromwell, produziert von David O. Selznick, mit Freddie Bartholomew, Dolores Costello, Mickey Rooney und C. Aubrey Smith als Earl of Dorincourt.

### Fürs Fernsehen
- 1962: Der kleine Lord (deutscher Fernsehfilm), Regie Franz Josef Wild, mit Manfred Kunst, Eric Pohlmann, Albrecht Schoenhals und Michael Ande[5]
- 1976: Der kleine Lord (britische TV-Miniserie der BBC, sechs halbstündige Episoden), Regie: Paul Annett[6]
- 1980: Der kleine Lord (diese britische Fassung wird zur Weihnachtszeit immer wieder in deutschsprachigen Fernsehprogrammen gezeigt), Regie: Jack Gold, mit Ricky Schroder, Eric Porter, Connie Booth, Patrick Stewart und Alec Guinness als Earl
- 1988: Shōkōshi Cedie (Anime-Serie des World Masterpiece Theater, bisher nicht in Deutschland gezeigt)
- 1994: Der kleine Lord (Il piccolo Lord) (italienisch-deutsche Co-Produktion, verlegt die Geschichte in die bayerischen Alpen) mit Mario Adorf[7]
- 1995: Der kleine Lord (weitere Miniserie der BBC, insgesamt 360 Minuten, die Adaptation des Buches durch Julian Fellowes gewann einen Emmy)[8]
- 2000: Der kleine Lord – Retter in der Not (Il ritorno del piccolo Lord) (italienisch-deutsche Co-Produktion, Fortsetzung der Fassung von 1994 weitab von der Romanfassung) mit Mario Adorf, Marianne Sägebrecht und Catherine Spaak[9]
- 2003: Radosti i pechali malen'kogo lorda/Little Lord Fauntleroy (russische Fassung)[10]
- 2012: Die kleine Lady (Fernsehfilm, in dem einige der männlichen Rollen durch Frauenfiguren ersetzt werden) mit Christiane Hörbiger, Veronica Ferres und Stefania Rocca[11]

## Hörspiele
- 1956: SDR – Regie: Otto Kurth, mit Andreas von der Meden (Cedric Errol, Lord Fauntleroy), Albrecht Schoenhals (Arthur Graf Dorincourt), Lotte Betke (Mrs. Errol), Trude Tandar (Lady Constance Lorridale), Karl Bockx (Lord Harry Lorridale, ihr Mann), Werner Lieven (Mr. Silas Hobbs), Frank Elstner (Dick Tipton), Egon Clauder (Mr. Havisham) Alf Tamin (Ben Tipton) u. v. a. – Länge: 71,25 Minuten
- 1958: WDR – Regie: Fritz Peter Vary, mit Peter René Körner (Erzähler), Kaspar Brüninghaus (Graf Dorincourt), Wolf Odenbrück (Cedric Errol, Lord Fauntleroy), Irmgard Först (Mrs. Elisabeth Errol), Wilhelm Pilgram (Mr. Havisham), Heinz Schacht (Mr. Silas Hobbs), Helmut Griem (Dick Tipton), Heinz von Cleve (Thomas), Lilly Towska (Minon) und Alwin Joachim Meyer (Ben Tipton) – Länge: 88 Minuten
- 1964: Polydor International (mit Manfred Kunst, Richard Münch, Ella Büchi, Heinz Klevenow, Benno Gellenbeck, Raymond Joob, Liselotte Willführ, Andrea Dahmen, Gerd Niemitz, Walter Klam u. v. a.)
- 1976: BMG Miller (mit Gernot Endemann, Stephan Chrzescinski, Franz-Josef Steffens, Marga Maasberg, Reinhilt Schneider, Lutz Mackensy, Lutz Schnell, Hans Paetsch, Christian Mey, Roswitha Benda, Horst Stark, Gabriele Libbach, Hella von der Osten-Sacken und Hans Meinhardt)
- 1997: Deutschlandradio Berlin (mit David Czesienski, Dieter Mann, Fabian Wien, Horst Bollmann, Corinna Kirchhoff, Hermann Lause, Traugott Buhre, Dieter Ranspach, Katrin Klein, Tilly Lauenstein, Walter Pfeil, Rainer Pigulla, Christine Schorn, Gery Wolf u. v. a.)
- 2005: Titania Medien (mit Lucas Mertens, Friedrich Schoenfelder, Christian Rode, Evelyn Maron, Dagmar von Kurmin, Heinz Ostermann, Matthias Deutelmoser, Regina Lemnitz, Arianne Borbach und David Nathan)